# Aptinoma
Aptinoma este un mic gen de furnici arboricole din subfamilia Dolichoderinae. Cele două specii ale sale sunt cunoscute doar în Golful Antongil, Madagascar.

## Specii
- Aptinoma antongil Fisher, 2009
- Aptinoma mangabe Fisher, 2009